# RSI Rete Uno
RSI Rete Uno, in passato nota anche come Rete Uno o Radio Monteceneri, è il canale radiofonico generalista in lingua italiana della Radiotelevisione svizzera.
Trasmette su tutto il territorio del Paese ed è la rete più ascoltata della Svizzera italiana.

## Storia
Il 7 luglio 1930 il Gran Consiglio ticinese approva il decreto legislativo per la creazione di un Ente autonomo per la radiodiffusione nella Svizzera italiana (EARSI). Il 1º ottobre 1931 entra in funzione Felice Antonio Vitali quale direttore della nuova emittente. Il 29 ottobre 1933 nasce ufficialmente Rete Uno (allora Radio Monte Ceneri), con l'inaugurazione dell'impianto nazionale sul Monte Ceneri e delle trasmissioni dal Campo Marzio, la cui sperimentazione risale al maggio 1932. Le trasmissioni da qui irradiate in onde medie erano ricevibili sui 558 kHz anche in Italia fino al 30 giugno 2008; in tale data le trasmissioni su questa frequenza sono cessate, causando qualche polemica soprattutto tra gli ascoltatori italiani. Nel 2002 in occasione dei 70 anni dalla nascita della Radio della Svizzera Italiana viene creato il Museo della radio collocato sul Monte Ceneri di fianco all'antenna che diede il nome a Radio Monteceneri.
Oggi Rete Uno si riceve via cavo e su DAB+ su tutto il territorio svizzero oppure in streaming via internet e via satellite dall'estero. È possibile riceverne il segnale anche nella zona nord della provincia di Novara, nel nord della Lombardia e fino a Milano, in DAB+.
Dal 1 gennaio 2025, la trasmissione in FM è stata interrotta definitivamente.

## Loghi

1985-1999[senza fonte]
Logo utilizzato fino a febbraio 2009
Logo utilizzato fino al 29 febbraio 2012
Logo attuale

## Programmi trasmessi
Vengono trasmessi programmi culturali, giovanili, sportivi, d'informazione, di qualsiasi tipo.

### Elenco principali programmi trasmessi
- Certe Notti
- Alba Chiara
- Volare
- C'est Chic
- Itaca
- Via Lattea
- Modem
- Millevoci
- La Consulenza
- La Domenica Popolare
- Il Rumore Misterioso
- Viasuisse con TCS e Ferrovie Federali (viabilità)
- Voci del Grigioni italiano
- Sport e Musica
- Cronache della Svizzera italiana
- Grigioni sera
- Prima che sia troppo tardi
- Il quinto elemento
- Il meglio di Baobab
- Detto tra noi
- Parliamone
- Rete Uno Sport
- Confederation music
- 4 indizi per una prova (gioco)
- Radiogiornale
- Effetto musica
- La meteo (a cura di MeteoSvizzera)
- C'era una volta oggi
- Tutorial